# باولو مووانغا
باولو مووانغا (بالإنجليزية: Paulo Muwanga) (و. 1924 – 1991 م) هو دبلوماسي، وسياسي من أوغندا .